# NGC 5805
NGC 5805 је галаксија у сазвежђу Волар која се налази на NGC листи објеката дубоког неба.
Деклинација објекта је + 49° 37' 43" а ректасцензија 14h 57m 11,7s. Привидна величина (магнитуда) објекта NGC 5805 износи 15,0 а фотографска магнитуда 16,0.